# Henrykowo (Kętrzyn)
Henrykowo (deutsch Heinrichssorge) ist ein kleiner Ort in der polnischen Woiwodschaft Ermland-Masuren. Er gehört zur Gmina Kętrzyn (Landgemeinde Rastenburg) im Powiat Kętrzyński (Kreis Rastenburg).

## Geographische Lage
Henrykowo liegt in der nördlichen Mitte der Woiwodschaft Ermland-Masuren, elf Kilometer südwestlich der Kreisstadt Kętrzyn (deutsch Rastenburg).

## Geschichte
Bei Heinrichssorge handelte es sich ursprünglich um ein großes Vorwerk, das zum Gutsbezirk Laxdoyen (polnisch Łazdoje) gehörte. Es lag im Kreis Rastenburg im Regierungsbezirk Königsberg in der preußischen Provinz Ostpreußen. Der kleine Ort zählte 1820 = 11, 1885 = 27 und 1905 = 20 Einwohner. Am 30. September 1928 wurde aus der Landgemeinde Bärenwinkel (polnisch Barwik, nicht mehr existent) und dem Gutsbezirk Laxdoyen mit dem Vorwerk Heinrichssorge die neue Landgemeinde Laxdoyen gebildet. Als solche kam sie 1945 in Kriegsfolge mit dem gesamten südlichen Ostpreußen zu Polen. Die Ortschaft Heinrichssorge erhielt die polnische Namensform „Henrykowo“ und ist heute eine Ortschaft innerhalb der Gmina Kętrzyn (Landgemeinde Rastenburg) im Powiat Kętrzyński (Kreis Rastenburg), bis 1998 der Woiwodschaft Olsztyn, seither der Woiwodschaft Ermland-Masuren zugehörig.

## Kirche
Bis 1945 war Heinrichssorge in die evangelische Kirche Bäslack (polnisch Bezławki) in der Kirchenprovinz Ostpreußen der Kirche der Altpreußischen Union sowie bis 1937 in die katholische Kirche Heiligelinde (polnisch Święta Lipka), danach in die Pfarrei Wilkendorf (Wilkowo) im Bistum Ermland eingepfarrt. Der Bezug nach Wilkowo besteht katholischerseits auch heute noch für Henrykowo, dessen evangelische Einwohner sich jetzt zur Johanneskirche in Kętrzyn in der Diözese Masuren der Evangelisch-Augsburgischen Kirche in Polen orientieren.

## Verkehr
Henrykowo liegt westlich der Woiwodschaftsstraße 591 und ist von dort über den Abzweig Łazdoje (Laxdoyen) direkt zu erreichen. Eine Anbindung an den Schienenverkehr existiert nicht.